# Acusación constitucional (Chile)
La acusación constitucional es un proceso constitucional, de naturaleza jurídico-política, contemplado por el ordenamiento jurídico chileno, y seguido ante el Congreso Nacional, para hacer efectiva la responsabilidad de altos funcionarios públicos. El procedimiento se dirige contra las autoridades taxativamente señaladas en la Constitución, por haber incurrido en alguna infracción constitucional, predeterminada por ésta, que justifica su destitución o inhabilitación para el ejercicio del cargo u otra función pública.
La figura ha sido regulada por la Constitución Política de 1828, de 1833, de 1925 y de 1980. En el procedimiento participan, eventualmente, las dos cámaras del Congreso, actuando la Cámara de Diputados como acusadora y el Senado como jurado.
En la historia de Chile, cerca de cien acusaciones constitucionales han sido presentadas, de las cuales 20 han terminado siendo acogidas,[cita requerida] 4 de ellas durante la vigencia de la Constitución de 1980. En tres oportunidades se han presentado acusaciones constitucionales contra un presidente de la República durante el ejercicio de su cargo, la primera en contra de Carlos Ibáñez del Campo en 1956, —que fue rechazada por la Cámara de Diputados—, la segunda en contra de Sebastián Piñera en 2019, en que la Cámara de Diputados aprobó una cuestión previa, teniéndose en definitiva por no presentada, y la tercera nuevamente contra Piñera en 2021, la cual fue aprobada por la Cámara, y rechazada por el Senado.

## Regulación

### En la Constitución de 1828
La Constitución de 1828 disponía que era atribución exclusiva de la Cámara de Diputados, conocer a petición de parte, o proposición de alguno de sus miembros, las acusaciones contra el Presidente y Vicepresidente de la República, Ministros, miembros de ambas Cámaras y de la Corte Suprema de justicia, por delitos de traición, malversación de fondos públicos, infracción de la Constitución, y violación de los derechos individuales; declarar si había lugar o no a la formación de causa, y en caso de haberlo, formalizar la acusación ante el Senado. 
A su vez, el Senado tenía como atribución exclusiva abrir juicio público a los acusados por la Cámara de Diputados, y pronunciar sentencia con la concurrencia de, a lo menos, las dos terceras partes de votos. 

### En la Constitución de 1833
La Constitución de 1833 establecía, en su texto original, que era atribución exclusiva de la Cámara de Diputados, acusar ante el Senado, cuando hallare conveniente hacer efectiva la responsabilidad de los siguientes funcionarios:
- A los Ministros del Despacho, y a los Consejeros de Estado en la forma, y por los crímenes de traición, concusión, malversación de los fondos públicos, soborno, infracción de la Constitución, por atropellamiento de las leyes, por haber dejado éstas sin ejecución, y por haber comprometido gravemente la seguridad o el honor de la Nación y, además, los consejeros por los dictámenes que prestaren al Presidente de la República contrarios a las leyes, y manifiestamente mal intencionados.
- A los generales de Ejército o Armada por haber comprometido gravemente la seguridad y el honor de la Nación.
- A los miembros de la Comisión Conservadora, por grave omisión en el cumplimiento del deber de reiterar al Presidente de la República las representaciones convenientes, sobre la observancia de la Constitución y de las leyes, cuando las primeras no bastaren.
- A los Intendentes de las provincias por los crímenes de traición, sedición, infracción de la Constitución, malversación de los fondos públicos y concusión.
- A los magistrados de los tribunales superiores de justicia por notable abandono de sus deberes.

El Presidente de la República sólo podía ser acusado en el año inmediatamente posterior a la conclusión de su mandato, por todos los actos de su administración, en que hubiera comprometido gravemente el honor o la seguridad del Estado, o infringido abiertamente la Constitución.
Por su parte, el Senado tenía como una de sus atribuciones exclusivas la de juzgar a los funcionarios que acusare la Cámara de Diputados 
La tramitación de la acusación tenía dos procedimientos contemplados en la Constitución, uno aplicable a los expresidentes de la República, los ministros y generales, y otro para el resto de los funcionarios.

### En la Constitución de 1925
La Constitución de 1925 establecía que era atribución exclusiva de la Cámara de Diputados, declarar si había o no lugar las acusaciones que, a lo menos, diez de sus miembros formularen en contra de los siguientes funcionarios:
- Del Presidente de la República, por actos de su administración en que hubiere comprometido gravemente el honor o la seguridad del Estado, o infringido abiertamente la Constitución o las leyes. Esta acusación podía interponerse mientras el presidente estuviere en funciones y en los seis meses siguientes a la expiración de su cargo.
- De los Ministros de Estado, por los delitos de traición, concusión, malversación de fondos públicos, soborno, infracción de la Constitución, atropellamiento de las leyes, por haberlas dejado sin ejecución y por haber comprometido gravemente la seguridad o el honor de Nación. Estas acusaciones podían interponerse mientras el ministro estuviere en funciones y en los tres meses siguientes a la expiración de su cargo.
- De los magistrados de los tribunales superiores de justicia por notable abandono de sus deberes.
- De los generales o almirantes de las fuerzas armadas por haber comprometido gravemente la seguridad o el honor de la Nación.
- De los Intendentes y Gobernadores, por los delitos de traición, sedición, infracción de la Constitución, malversación de fondos públicos y concusión.

Tras la reforma constitucional de 1943 se agregó, dentro del listado de aquellos que podían ser objeto de acusación, al contralor general de la República.

### En la Constitución de 1980
La Constitución Política de 1980 regula de forma general la acusación constitucional en sus artículos 52 y 53, los cuales establecen las atribuciones exclusivas de la Cámara de Diputados y del Senado.
La regulación detallada del procedimiento se encuentra en la ley N.º 18.918, Ley Orgánica Constitucional del Congreso Nacional, cuyo título IV se llama «Tramitación de las acusaciones constitucionales».

#### Causales
La Constitución de 1980, en su texto actualmente vigente, señala de forma taxativa las personas que pueden ser objeto de una acusación constitucional, y las causales por las que pueden ser objeto de la acusación:
- Del Presidente de la República, por actos de su administración que hayan comprometido gravemente el honor o la seguridad de la Nación, o infringido abiertamente la Constitución o las leyes.
- De los Ministros de Estado, por haber comprometido gravemente el honor o la seguridad de la Nación, por infringir la Constitución o las leyes o haber dejado éstas sin ejecución, y por los delitos de traición, concusión, malversación de fondos públicos y soborno.
- De los magistrados de los tribunales superiores de justicia y del contralor general de la República, por notable abandono de sus deberes.
- De los generales o almirantes de las instituciones pertenecientes a las Fuerzas de la Defensa Nacional, por haber comprometido gravemente el honor o la seguridad de la Nación.
- De los Delegados presidenciales regionales, delegados presidenciales provinciales y de la autoridad que ejerza el Gobierno en los territorios especiales a que se refiere el artículo 126 bis, por infracción de la Constitución y por los delitos de traición, sedición, malversación de fondos públicos y concusión.

#### Procedimiento
El procedimiento inicia con la acusación, que debe ser entablada por no menos de diez ni más de veinte diputados. Las acusaciones podrán ser interpuestas mientras el afectado esté en funciones y dentro de los tres meses siguientes al término de su cargo. En el caso del Presidente de la República, el plazo para interponer la acusación es mientras esté en funciones y dentro de los seis meses siguientes al término de su cargo.
Una vez interpuesta la acusación, la Cámara de Diputados deberá escoger al azar una comisión de cinco diputados para que informe si procede o no la acusación. La comisión deberá estudiar y pronunciarse sobre la acusación. Interpuesta la acusación, el afectado no puede ausentarse del país sin permiso de la Cámara, y no puede hacerlo en caso alguno si la acusación ya estuviere aprobada por ella. 
Antes de que la Cámara de Diputados inicie el debate sobre la acusación, el afectado puede deducir, de palabra o por escrito, la cuestión previa de que la acusación no cumple con los requisitos que la Constitución Política señala. Deducida la cuestión previa, la Cámara debe resolverla por mayoría de los diputados presentes, después de oír a los diputados miembros de la comisión informante.
Si la Cámara acogiere la cuestión previa, la acusación se tiene por no interpuesta. Si la desecha, no puede renovarse la discusión sobre la improcedencia de la acusación y nadie puede insistir en ella. 
La Cámara de Diputados debe sesionar diariamente para examinar la acusación.
En la última sesión que celebre la Cámara para conocer de la acusación, debe votar sobre su admisibilidad, lo que debe ser aprobado por la mayoría de los diputados presentes, o por la mayoría de los diputados en ejercicio en caso de que el acusado sea el Presidente de la República. Una vez declarada la procedencia, el acusado quedará suspendido de sus funciones mientras dure el procedimiento.
El Senado resuelve la acusación como jurado, limitándose a declarar si el acusado es culpable o no. La declaración de culpabilidad debe ser pronunciada por la mayoría de los senadores en ejercicio, o por los dos tercios de los senadores en ejercicio para el caso de una acusación contra el presidente de la República.

#### Efectos
Si el Senado desestima la acusación o no se pronunciare dentro de treinta días, cesará la suspensión de funciones del acusado.
Si el funcionario es declarado culpable, quedará destituido de su cargo y no podrá desempeñar ninguna función pública por el plazo de cinco años, sea de elección popular o no. Además, el funcionario podrá ser juzgado a través de los tribunales competentes para hacer efectiva su responsabilidad civil o penal, dependiendo de los casos.

## Lista de acusaciones constitucionales
Durante la vigencia de la Constitución de 1828, no se presentaron acusaciones constitucionales. 

### Bajo la vigencia de la Constitución de 1833
| Periodo Legislativo | Funcionario(s)                                                | Nombre(s) | Cámara de Diputados   | Cámara de Diputados    | Cámara de Diputados | Senado                   | Senado                     | Resultado                                                      |
| Periodo Legislativo | Funcionario(s)                                                | Nombre(s) | Fecha de presentación | Fecha de resolución    | Resolución          | Fecha de resolución      | Resolución                 | Resultado                                                      |
| ------------------- | ------------------------------------------------------------- | --- | --------------------- | ---------------------- | ------------------- | ------------------------ | -------------------------- | -------------------------------------------------------------- |
| XV                  | Presidente y ministros de la Corte Suprema                    | Manuel Montt Torres José Gabriel Palma José Miguel Barriga José Alejo Valenzuela                                              | 22 de agosto de 1868  | 9 de noviembre de 1868 | Admitida            | 10 de mayo de 1869       | No ha lugar a la acusación | Rechazada                                                      |
| XXIII               | ex Ministros de Estado (del presidente José Manuel Balmaceda) | Claudio Vicuña Domingo Godoy Cruz Ismael Pérez Montt José Miguel Valdés Carrera José Francisco Gana Castro Guillermo Mackenna | 1891                  | diciembre de 1891      | Admitida            | 26 de septiembre de 1893 | Declarados culpables       | A disposición de los tribunales ordinarios para su juzgamiento |

### Bajo la vigencia de la Constitución de 1925
Durante la vigencia de la Constitución de 1925 se presentaron aproximadamente unas 70 acusaciones constitucionales, de las cuales 16 terminaron con la destitución de alguna autoridad.
| Periodo Legislativo | Funcionario(s)                                                                | Nombre(s) | Cámara de Diputados     | Cámara de Diputados      | Cámara de Diputados | Senado                  | Senado               | Resultado |
| Periodo Legislativo | Funcionario(s)                                                                | Nombre(s) | Fecha de presentación   | Fecha de resolución      | Resolución          | Fecha de resolución     | Resolución           | Resultado |
| ------------------- | ----------------------------------------------------------------------------- | --- | ----------------------- | ------------------------ | ------------------- | ----------------------- | -------------------- | --- |
| XXXV                | Ministro del Interior                                                         | Maximiliano Ibáñez | ? de octubre de 1926    | 28 de octubre de 1926    | Desechada           | —                       | —                    | Rechazada |
| XXXVI               | Presidente de la República                                                    | Carlos Ibáñez del Campo | 18 de agosto de 1931    | 2 de septiembre de 1931  | Admitida            | 26 de octubre de 1931   | Declarado culpable   | A disposición de los tribunales ordinarios para su juzgamiento                                                                                        |
| XXXVI               | Ministro de Hacienda                                                          | Carlos Castro Ruiz | ? de 1931               | ? de 1931                | Admitida            | 3 de noviembre de 1931  | Declarado culpable   | A disposición de los tribunales ordinarios para su juzgamiento                                                                                        |
| XXXVII              | Ministros de la Corte Suprema de Justicia                                     | Abraham Oyanedel Humberto Trucco Gregorio Schepeler Alfredo Rondanelli Carlos Novoa Romilio Burgos Guillermo Silva Mariano Fontecillas José Hermosilla Eulogio Robles David Carvajal               | 19 de junio de 1933     | 28 de junio de 1933      | Desechada           | —                       | —                    | Desistida por acusadores y rechazada en sala. |
| XXXVII              | Fiscal de la Corte Suprema                                                    | Eduardo Erazo | 19 de junio de 1933     | 28 de junio de 1933      | Desechada           | —                       | —                    | Desistida por acusadores y rechazada en sala. |
| XXXVII              | Gobernador del departamento de Osorno                                         | Roberto Parrague | 31 de octubre de 1934   | 7 de noviembre de 1934   | Desechada           | —                       | —                    | Rechazada |
| XXXVII              | Ministro del Interior                                                         | Luis Salas Romo | ? de ? de 1935          | 5 de marzo de 1935       | Desechada           | —                       | —                    | Rechazada |
| XXXVII              | Ministro de Defensa                                                           | Emilio Bello Codesido | ? de ? de 1936          | ? de enero de 1936       | Desechada           | —                       | —                    | Rechazada |
| XXXVIII             | Ministro del Interior                                                         | Luis Cabrera | ? de ? de 1937          | ? de ? de 1937           | Desechada           | —                       | —                    | Rechazada |
| XXXVIII             | Ministro de Fomento                                                           | Matías Silva Sepúlveda | ? de ? de 1937          | ? de ? de 1937           | Desechada           | —                       | —                    | Rechazada |
| XXXVIII             | Ministro del Interior                                                         | Luis Salas Romo | ? de ? de 1938          | 31 de mayo de 1938       | Desechada           | —                       | —                    | Rechazada |
| XXXVIII             | Presidente de la República                                                    | Arturo Alessandri Palma | 17 de marzo de 1939     | 4 de abril de 1939       | Desechada           | —                       | —                    | Rechazada |
| XXXVIII             | Ministro del Interior                                                         | Pedro Enrique Alfonso | ? de ? de 1939          | 29 de mayo de 1939       | Admitida            | ? de ? de 1939          | No ha lugar          | Rechazada |
| XXXVIII             | Ministro de Relaciones Exteriores                                             | Abraham Ortega | ? de ? de 1940          | ? de ? de 1940           | Admitida            | ? de febrero de 1940    | No ha lugar          | Rechazada |
| XXXVIII             | Ministro del Interior                                                         | Guillermo Labarca Hubertson | ? de ? de 1940          | 30 de noviembre de 1940  | Admitida            | ? de ? de 1940          | Declarado culpable   | Destituido |
| XXXIX               | Ministro del Interior                                                         | Osvaldo Hiriart Corvalán | ? de ? de 1944          | 6 de junio de 1944       | Desechada           | —                       | —                    | Rechazada |
| XL                  | Contralor General de la República                                             | Agustín Vigorena | ? de ? de 1945          | ? de noviembre de 1945   | Admitida            | 12 de diciembre de 1945 | Declarado culpable   | Destituido |
| XL                  | Ministro del Trabajo                                                          | Lisandro Cruz Ponce | ? de ? de 1946          | 16 de junio de 1946      | Desechada           | —                       | —                    | Rechazada |
| XLI                 | Ministro del Interior                                                         | Alfonso Quintana | ? de ? de 1952          | ? de agosto de 1952      | Desechada           | —                       | —                    | Rechazada |
| XLI                 | Ministro de Hacienda                                                          | Germán Picó Cañas | ? de ? de 1952          | ? de agosto de 1952      | Desechada           | —                       | —                    | Rechazada |
| XLI                 | Ministro de Obras Públicas                                                    | Ernesto Merino | ? de ? de 1952          | ? de agosto de 1952      | Desechada           | —                       | —                    | Rechazada |
| XLII                | Ministro de Economía                                                          | Rafael Tarud | ? de ? de 1953          | 13 de noviembre de 1953  | Desechada           | —                       | —                    | Rechazada |
| XLII                | Ministro del Interior                                                         | Carlos Montero | ? de ? de 1955          | ? de julio de 1955       | Admitida            | 29 de julio de 1955     | No ha lugar          | Rechazada |
| XLII                | Ministro del Interior                                                         | Osvaldo Koch | ? de ? de 1955          | ? de julio de 1955       | Desechada           | —                       | —                    | Rechazada |
| XLII                | Presidente de la República                                                    | Carlos Ibáñez del Campo | 27 de noviembre de 1956 | 6 de diciembre de 1956   | Desechada           | —                       | —                    | Rechazada |
| XLII                | Ministro de Tierras y Colonización                                            | Santiago Wilson | ? de ? de 1957          | 3 de abril de 1957       | Admitida            | 12 de abril de 1957     | No ha lugar          | Rechazada |
| XLIII               | Ministro de Relaciones Exteriores                                             | Osvaldo Sainte-Marie | ? de ? de 1957          | 10 de octubre de 1957    | Admitida            | 26 de octubre de 1957   | Declarados culpables | Destituidos |
| XLIII               | Ministro de Justicia                                                          | Arturo Zúñiga Latorre | ? de ? de 1957          | 10 de octubre de 1957    | Admitida            | 26 de octubre de 1957   | Declarados culpables | Destituidos |
| XLIII               | Ministro de Hacienda                                                          | Roberto Vergara Herrera | ? de ? de 1959          | 8 de julio de 1959       | Desechada           | —                       | —                    | Rechazada |
| XLIII               | Ministro de Hacienda                                                          | Roberto Vergara Herrera | Mayo de 1960            | —                        | Desechada           | —                       | —                    | Retirada antes de ser votada. |
| XLIV                | Ministros de la Corte Suprema de Justicia (en calidad de miembros del Tricel) | Osvaldo Illanez Benítez Miguel González Castillo | 24 de mayo de 1961      | 30 de mayo de 1961       | Desechada           | —                       | —                    | Rechazada |
| XLIV                | Ministro del Trabajo                                                          | Hugo Gálvez | ? de ? de 1962          | 24 de julio de 1962      | Desechada           | —                       | —                    | Rechazada |
| XLIV                | Ministro de Hacienda                                                          | Luis Mackenna Shiell | ? de ? de 1963          | ? de abril de 1963       | Desechada           | —                       | —                    | Rechazada |
| XLIV                | Ministro de Salud                                                             | Benjamín Cid | ? de ? de 1963          | 11 de septiembre de 1963 | Desechada           | —                       | —                    | Rechazada |
| XLV                 | Ministro de Minería                                                           | Eduardo Simián | ? de ? de 1966          | 9 de febrero de 1966     | Desechada           | —                       | —                    | Rechazada |
| XLV                 | Ministro de Economía                                                          | Domingo Santa María Santa Cruz | ? de ? de 1966          | 13 de octubre de 1966    | Desechada           | —                       | —                    | Rechazada |
| XLV                 | Ministros de la Corte Suprema de Justicia                                     | Osvaldo Illanez Manuel Montero Ramiro Méndez Eduardo Varas Enrique Urrutia José María Eyzaguirre Víctor Ortiz Eduardo Ortiz Israel Bórquez Ricardo Martin Rafael Retamal Luis Maldonado Juan Pomes | 7 de noviembre de 1967  | 14 de noviembre de 1967  | Desechada           | —                       | —                    | Rechazada |
| XLV                 | Ministro del Interior                                                         | Edmundo Pérez Zujovic | 11 de junio de 1968     | 18 de junio de 1968      | Desechada           | —                       | —                    | Rechazada |
| XLV                 | Ministro de la Corte de Apelaciones de Talca                                  | Manuel Ruiz-Aburto Rioseco | 7 de mayo de 1969       | 16 de mayo de 1969       | Admitida            | 13 de junio de 1969     | No ha lugar          | Rechazada |
| XLV                 | Ministro del Interior                                                         | Edmundo Pérez Zujovic | 4 de junio de 1969      | 12 de junio de 1969      | Desechada           | —                       | —                    | Rechazada |
| XLVI                | Ministro del Interior                                                         | Patricio Rojas | 20 de noviembre de 1969 | 26 de noviembre de 1969  | Desechada           | —                       | —                    | Rechazada |
| XLVI                | Ministro del Trabajo                                                          | Eduardo León Villarreal | 27 de enero de 1970     | 4 de febrero de 1970     | Admitida            | 18 de febrero de 1970   | No ha lugar          | Rechazada |
| XLVI                | Ministro de Defensa                                                           | Sergio Ossa Pretot | 12 de febrero de 1970   | 19 de marzo de 1970      | Admitida            | 2 de abril de 1970      | No ha lugar          | Rechazada |
| XLVI                | Ministro de Justicia                                                          | Lisandro Cruz Ponce | 26 de enero de 1971     | 2 de febrero de 1971     | Desechada           | —                       | —                    | Rechazada |
| XLVI                | Ministro del Trabajo                                                          | José Oyarce Jara | 23 de marzo de 1971     | 30 de marzo de 1971      | Desechada           | —                       | —                    | Rechazada |
| XLVI                | Ministro de Economía                                                          | Pedro Vuskovic | 15 de diciembre de 1971 | 23 de diciembre de 1971  | Desechada           | —                       | —                    | Rechazada |
| XLVI                | Ministro del Interior                                                         | José Tohá | 28 de diciembre de 1971 | 6 de enero de 1972       | Admitida            | 22 de enero de 1972     | Declarado culpable   | Destituido, sin embargo, el presidente Salvador Allende había pedido su renuncia durante la acusación y lo había trasladado al Ministerio de Defensa. |
| XLVI                | Ministro del Interior                                                         | Hernán del Canto | 28 de junio de 1972     | 5 de julio de 1972       | Admitida            | 27 de julio de 1972     | Declarado culpable   | Destituido. |
| XLVI                | Intendente de la provincia de Concepción                                      | Vladimir Chávez Rodríguez | 5 de septiembre de 1972 | 13 de septiembre de 1972 | Admitida            | 11 de octubre de 1972   | No ha lugar          | Rechazada por falta de quórum. |
| XLVI                | Intendente de la provincia de Bío-Bío                                         | Federico Wolff Álvarez | 4 de octubre de 1972    | 11 de octubre de 1972    | Admitida            | 25 de octubre de 1972   | Declarado culpable   | Destituido. |
| XLVI                | Intendente de la Provincia de Santiago                                        | Alfredo Joignant Muñoz | 17 de octubre de 1972   | 24 de octubre de 1972    | Admitida            | 2 de noviembre de 1972  | Declarado culpable   | Destituido. |
| XLVI                | Ministro de Hacienda                                                          | Orlando Millas | 20 de diciembre de 1972 | 28 de diciembre de 1972  | Admitida            | 10 de enero de 1973     | Declarado culpable   | Destituido, sin embargo, el presidente Salvador Allende lo había trasladado el 29 de diciembre al Ministerio de Economía.                             |
| XLVI                | Intendente de la provincia de Santiago                                        | Jaime Faivovich Waissbluth | 28 de marzo de 1973     | 10 de abril de 1973      | Admitida            | 25 de abril de 1973     | Declarado culpable   | Destituido. |
| XLVII               | Intendente de la provincia de Valparaíso                                      | Carlos González Márquez | 25 de mayo de 1973      | 5 de junio de 1973       | Admitida            | 14 de junio de 1973     | Declarado culpable   | Destituido. |
| XLVII               | Ministro de Minería                                                           | Sergio Bitar | 29 de mayo de 1973      | 6 de junio de 1973       | Admitida            | 20 de junio de 1973     | Declarados culpables | Destituidos |
| XLVII               | Ministro del Trabajo                                                          | Luis Figueroa Mazuela | 29 de mayo de 1973      | 6 de junio de 1973       | Admitida            | 20 de junio de 1973     | Declarados culpables | Destituidos |
| XLVII               | Ministro de Economía                                                          | Orlando Millas | 12 de junio de 1973     | 20 de junio de 1973      | Admitida            | 5 de julio de 1973      | Declarado culpable   | Destituido. |
| XLVII               | Intendente de la provincia de Talca                                           | Francisco Reyes Álvarez | 19 de junio de 1973     | 26 de junio de 1973      | Admitida            | 12 de julio de 1973     | Declarado culpable   | Destituido. |
| XLVII               | Intendente de la provincia de Ñuble                                           | Luis Quezada Fernández | 19 de junio de 1973     | 26 de junio de 1973      | Admitida            | 10 de julio de 1973     | Declarado culpable   | Destituido. |
| XLVII               | Ministro del Interior                                                         | Gerardo Espinoza Carrillo | 26 de junio de 1973     | 3 de julio de 1973       | Admitida            | 19 de julio de 1973     | Declarado culpable   | Destituido. |
| XLVII               | Ministro del Interior                                                         | Carlos Briones | 7 de agosto de 1973     | 14 de agosto de 1973     | Desechada           | —                       | —                    | Rechazada |
| XLVII               | Intendente de la provincia de Concepción                                      | Fernando Álvarez Castillo | 28 de agosto de 1973    | 5 de septiembre de 1973  | Desechada           | —                       | —                    | Rechazada. |

### Bajo la vigencia de la Constitución de 1980
Desde la vigencia de la Constitución de 1980 se han presentado 42 acusaciones constitucionales, de las cuales 4 han terminado con la destitución de una autoridad.
| Periodo Legislativo | Funcionario(s)                                                                       | Nombre(s)                                                     | Cámara de Diputados      | Cámara de Diputados      | Cámara de Diputados       | Senado                   | Senado               | Resultado |
| Periodo Legislativo | Funcionario(s)                                                                       | Nombre(s)                                                     | Fecha de presentación    | Fecha de resolución      | Resolución                | Fecha de resolución      | Resolución           | Resultado |
| ------------------- | ------------------------------------------------------------------------------------ | ------------------------------------------------------------- | ------------------------ | ------------------------ | ------------------------- | ------------------------ | -------------------- | --- |
| XLVIII              | Ministro de Transportes                                                              | Germán Correa                                                 | 16 de mayo de 1991       | 11 de junio de 1991      | Desechada                 | —                        | —                    | Rechazada |
| XLVIII              | Ministros de la Corte Suprema                                                        | Hernán Cereceda Lionel Beraud Germán Valenzuela               | 17 de diciembre de 1992  | 8 de enero de 1993       | Admitida                  | 20 de enero de 1993      | Acogida parcialmente | Destituido Hernán Cereceda y prohibición de desempeñar cargo público, sea o no de elección popular, por 5 años. Rechazada respecto del resto |
| XLVIII              | Auditor General del Ejército                                                         | Fernando Torres                                               | 17 de diciembre de 1992  | 8 de enero de 1993       | Admitida                  | 20 de enero de 1993      | Acogida parcialmente | Destituido Hernán Cereceda y prohibición de desempeñar cargo público, sea o no de elección popular, por 5 años. Rechazada respecto del resto |
| XLIX                | Ministro de Minería Ministro de Hacienda                                             | Alejandro Hales Alejandro Foxley                              | 31 de mayo de 1994       | 17 de junio de 1994      | Se acogió cuestión previa | —                        | —                    | Se tuvo por no presentada |
| XLIX                | Ministros de la Corte Suprema                                                        | Eleodordo Ortiz Enrique Zurita Guillermo Navas Hernán Álvarez | 4 de septiembre de 1996  | 1 de octubre de 1996     | Desechada                 | —                        | —                    | Rechazada |
| XLIX                | Ministro de Educación                                                                | José Pablo Arellano                                           | 4 de junio de 1997       | 19 de junio de 1997      | Desechada                 | —                        | —                    | Rechazada |
| XLIX                | Presidente de la Corte Suprema                                                       | Servando Jordán                                               | 2 de julio de 1997       | 26 de julio de 1997      | Desechada                 | —                        | —                    | Rechazada |
| XLIX                | Ministros de la Corte Suprema                                                        | Servando Jordán Enrique Zurita Marcos Aburto Osvaldo Faúndez  | 15 de julio de 1997      | 8 de agosto de 1997      | Desechada                 | —                        | —                    | Rechazada |
| L                   | General de Ejército                                                                  | Augusto Pinochet                                              | 17 de marzo de 1998      | 9 de abril de 1998       | Desechada                 | —                        | —                    | Rechazada |
| L                   | Exministro de Obras Públicas                                                         | Ricardo Lagos                                                 | 13 de octubre de 1998    | 26 de octubre de 1998    | Desechada                 | —                        | —                    | Rechazada |
| L                   | Ministro de la Corte Suprema                                                         | Luis Correa Bulo                                              | 29 de agosto de 2000     | 13 de septiembre de 2000 | Desechada                 | —                        | —                    | Rechazada |
| LI                  | Intendente de la Región Metropolitana de Santiago                                    | Marcelo Trivelli                                              | 19 de junio de 2002      | 10 de julio de 2002      | Desechada                 | —                        | —                    | Rechazada |
| LI                  | Ministro de Economía, Fomento y Reconstrucción                                       | Jorge Rodríguez Grossi                                        | 20 de marzo de 2003      | 2 de abril de 2003       | Desechada                 | —                        | —                    | Rechazada |
| LI                  | Intendente de la Región de Valparaíso (s) y Gobernador de la Provincia de Valparaíso | Iván de la Maza                                               | 16 de diciembre de 2003  | 13 de enero de 2004      | Desechada                 | —                        | —                    | Rechazada |
| LI                  | Ministro de Justicia                                                                 | Luis Bates                                                    | 3 de noviembre de 2004   | 17 de noviembre de 2004  | Se acogió cuestión previa | —                        | —                    | Se tuvo por no presentada |
| LI                  | Ministros de la Corte Suprema                                                        | Domingo Kokisch Eleodoro Ortiz Jorge Rodríguez A.             | 22 de junio de 2005      | 19 de julio de 2005      | Se acogió cuestión previa | —                        | —                    | Se tuvo por no presentada |
| LII                 | Ministra de Educación                                                                | Yasna Provoste                                                | 11 de marzo de 2008      | 3 de abril de 2008       | Admitida                  | 17 de abril de 2008      | Declarada culpable   | Destituida y prohibición de desempeñar cargo público, sea o no de elección popular, por 5 años                                               |
| LIII                | Intendenta de la Región de Atacama                                                   | Ximena Matas                                                  | 15 de junio de 2010      | 1 de julio de 2010       | Se acogió cuestión previa | —                        | —                    | Se tuvo por no presentada |
| LIII                | Gobernador de la Provincia de Copiapó                                                | Nicolás Noman                                                 | 15 de junio de 2010      | 1 de julio de 2010       | Se acogió cuestión previa | —                        | —                    | Se tuvo por no presentada |
| LIII                | Ministro del Interior y Seguridad Pública                                            | Rodrigo Hinzpeter                                             | 9 de agosto de 2011      | 31 de agosto de 2011     | Se acogió cuestión previa | —                        | —                    | Se tuvo por no presentada |
| LIII                | Ministro del Interior y Seguridad Pública                                            | Rodrigo Hinzpeter                                             | 4 de abril de 2012       | 2 de mayo de 2012        | Se acogió cuestión previa | —                        | —                    | Se tuvo por no presentada |
| LIII                | Ministro de Educación                                                                | Harald Beyer                                                  | 20 de marzo de 2013      | 4 de abril de 2013       | Admitida                  | 17 de abril de 2013      | Declarado culpable   | Destituido y prohibición de desempeñar cargo público, sea o no de elección popular, por 5 años                                               |
| LIV                 | Ministro de la Corte Suprema                                                         | Héctor Carreño                                                | 19 de agosto de 2014     | 9 de septiembre de 2014  | Desechada                 | —                        | —                    | Rechazada |
| LIV                 | Ministra de Salud                                                                    | Carmen Castillo Taucher                                       | 12 de noviembre de 2015  | 9 de diciembre de 2015   | Se acogió cuestión previa | —                        | —                    | Se tuvo por no presentada |
| LIV                 | Ministra de Justicia y Derechos Humanos                                              | Javiera Blanco                                                | 16 de agosto de 2016     | 6 de septiembre de 2016  | Se acogió cuestión previa | —                        | —                    | Se tuvo por no presentada |
| LIV                 | Ministra de Justicia y Derechos Humanos                                              | Javiera Blanco                                                | 17 de agosto de 2016     | 7 de septiembre de 2016  | Se acogió cuestión previa | —                        | —                    | Se tuvo por no presentada |
| LV                  | Ministro de Salud                                                                    | Emilio Santelices                                             | 29 de mayo de 2018       | 20 de junio de 2018      | Se acogió cuestión previa | —                        | —                    | Se tuvo por no presentada |
| LV                  | Ministros de la Corte Suprema                                                        | Hugo Dolmestch Carlos Künsemüller Manuel Valderrama           | 22 de agosto de 2018     | 13 de septiembre de 2018 | Desechada                 | —                        | —                    | Rechazada |
| LV                  | Ministra de Educación                                                                | Marcela Cubillos                                              | 5 de septiembre de 2019  | 1 de octubre de 2019     | Desechada                 | —                        | —                    | Rechazada |
| LV                  | Exministro del Interior y Seguridad Pública                                          | Andrés Chadwick                                               | 30 de octubre de 2019    | 28 de noviembre de 2019  | Admitida                  | 11 de diciembre de 2019  | Declarado culpable   | Prohibición de desempeñar cargo público, sea o no de elección popular, por 5 años.                                                           |
| LV                  | Presidente de la República                                                           | Sebastián Piñera                                              | 19 de noviembre de 2019  | 12 de diciembre de 2019  | Se acogió cuestión previa | —                        | —                    | Se tuvo por no presentada |
| LV                  | Intendente de la Región Metropolitana de Santiago                                    | Felipe Guevara                                                | 2 de enero de 2020       | 23 de enero de 2020      | Admitida                  | 3 de febrero de 2020     | No ha lugar          | Rechazada |
| LV                  | Ministra de la Corte de Apelaciones de Valparaíso                                    | Silvana Donoso                                                | 13 de agosto de 2020     | 10 de septiembre de 2020 | Admitida                  | 23 de septiembre de 2020 | No ha lugar          | Rechazada |
| LV                  | Ministro de Salud                                                                    | Jaime Mañalich                                                | 13 de septiembre de 2020 | 13 de octubre de 2020    | Desechada                 | —                        | —                    | Rechazada |
| LV                  | Ministro del Interior y Seguridad Pública                                            | Víctor Pérez                                                  | 8 de octubre de 2020     | 3 de noviembre de 2020   | Admitida                  | 16 de noviembre de 2020  | No ha lugar          | Rechazada |
| LV                  | Ministro de Educación                                                                | Raúl Figueroa                                                 | 20 de julio de 2021      | 12 de agosto de 2021     | Desechada                 | —                        | —                    | Rechazada |
| LV                  | Presidente de la República                                                           | Sebastián Piñera                                              | 13 de octubre de 2021    | 9 de noviembre de 2021   | Admitida                  | 16 de noviembre de 2021  | No ha lugar          | Rechazada |
| LVI                 | Ex ministro de Relaciones Exteriores                                                 | Andrés Allamand                                               | 9 de mayo de 2022        | 18 de mayo de 2022       | Se acogió cuestión previa | —                        | —                    | Se tuvo por no presentada |
| LVI                 | Ministra del Interior y Seguridad Pública                                            | Izkia Siches                                                  | 28 de junio de 2022      | 12 de julio de 2022      | Se acogió cuestión previa | —                        | —                    | Se tuvo por no presentada |
| LVI                 | Ministro de Desarrollo Social y Familia                                              | Giorgio Jackson                                               | 4 de enero de 2023       | 19 de enero de 2023      | Desechada                 | —                        | —                    | Rechazada |
| LVI                 | Exministra de Justicia y Derechos Humanos                                            | Marcela Ríos                                                  | 9 de enero de 2023       | 25 de enero de 2023      | Desechada                 | —                        | —                    | Rechazada |
| LVI                 | Ministro de Educación                                                                | Marco Antonio Ávila                                           | 19 de junio de 2023      | 12 de julio de 2023      | Desechada                 | —                        | —                    | Rechazada |
| LVI                 | Ministro de Vivienda y Urbanismo                                                     | Carlos Montes Cisternas                                       | 19 de diciembre de 2023  | 4 de enero de 2024       | Se acogió cuestión previa | —                        | —                    | Se tuvo por no presentada |
| LVI                 | Ministros de la Corte Suprema                                                        | Ángela Vivanco Sergio Muñoz                                   | 23 de septiembre de 2024 | 9 de octubre de 2024     | Admitida                  | 16 de octubre de 2024    | Declarados culpables | Destituidos y prohibición de desempeñar cargo público, sea o no de elección popular, por 5 años                                              |
| LVI                 | Ministros de la Corte Suprema                                                        | Jean Pierre Matus                                             | 23 de septiembre de 2024 | 15 de octubre de 2024    | Desechada                 | —                        | —                    | Rechazada |
| LVI                 | Ministra del Interior y Seguridad Pública                                            | Carolina Tohá                                                 | 30 de septiembre de 2024 | 10 de octubre de 2024    | Desechada                 | —                        | —                    | Rechazada |
| LVI                 | Delegado presidencial de la Región Metropolitana de Santiago                         | Gonzalo Durán                                                 | 5 de mayo de 2025        | 20 de mayo de 2025       | Desechada                 | —                        | —                    | Rechazada |